# 2022年北京オリンピックの聖火リレー

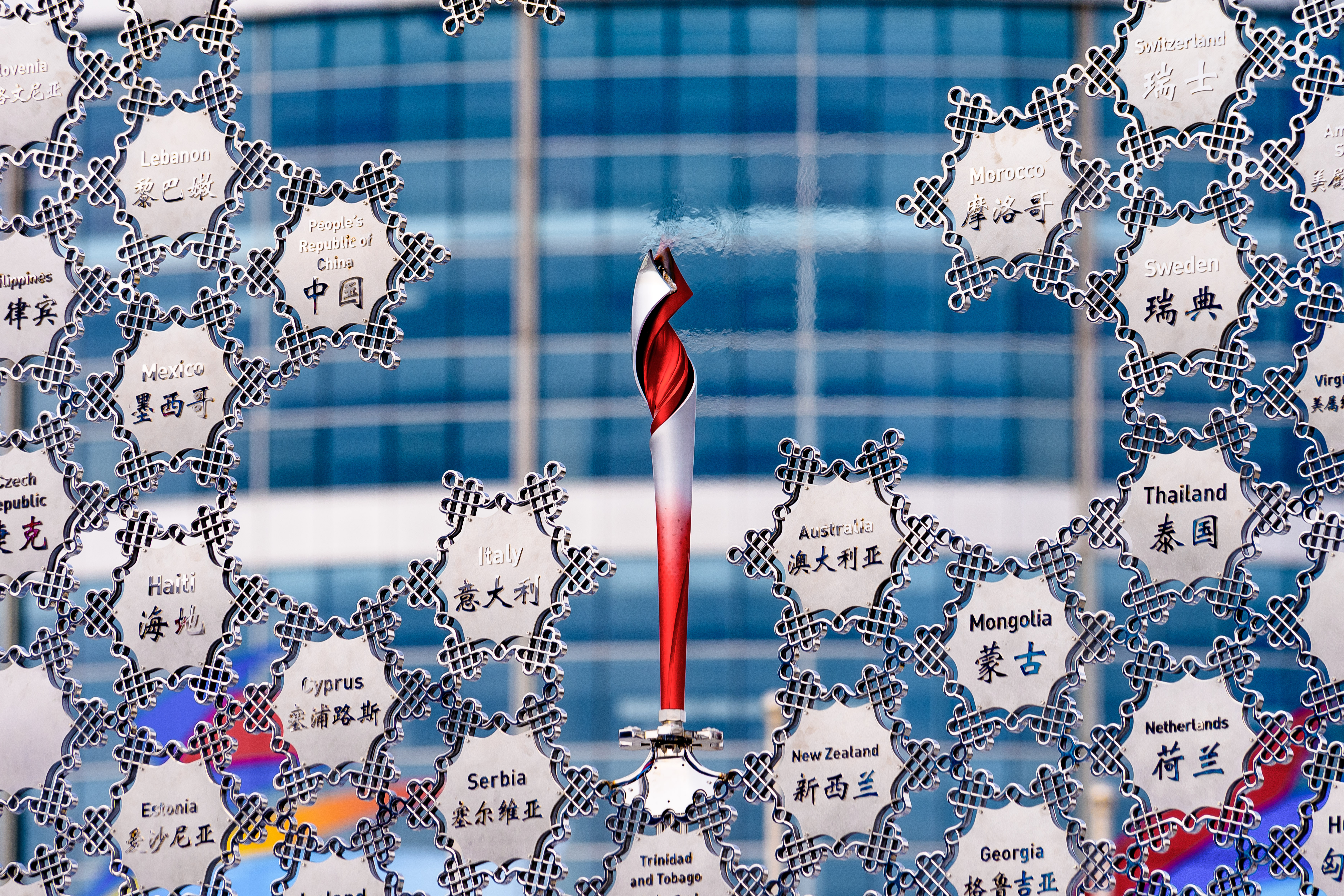
延慶ゾーン聖火台

2022年北京オリンピックの聖火リレー（2022ねんペキンオリンピックのせいかリレー）では、北京冬季オリンピックに向けて2022年2月2日から2月4日までの3日間に北京市内や張家口市他で行われた聖火リレーについて説明する。多くの国にてチベット問題など中華人民共和国の領土・人権問題にからめた抗議活動や新型コロナ対策で完全封鎖して行われた。
2021年10月18日にギリシャオリンピアで採火され、翌日アテネで引き継ぎ式を実施。20日に北京に到着。

## 開催地のルート
初日は北京オリンピックタワー、2日目には万里の長城など、最終日に開会式場の国家体育場で行った。